# ليونارد برنستاين
ليونارد برنشتاين (بالإنجليزية: Leonard Bernstein) ‏(25 أغسطس 1918 في ماساتشوستس - 14 أكتوبر 1990 في نيويورك) كان ملحن وعازف بيانو ومايسترو أمريكي يهودي الأصل.

## حياته
ولد برنشتاين باسم لويس برنشتاين من عائلة ذات أصول أوكرانية يهودية، وعند بلوغه سن السادسة عشر غير اسمه إلى ليونارد وهي الكنية التي بقي بها منذ ذلك الحين.

## المهنة
درس التلحين والعزف على البيانو في جامعة هارفارد. أصبح عام 1943 مساعد قائد في أوركسترا فيلهارومينك في نيويورك تحت قيادة آرثر رودزينسكي. خصل على ميدالية جورج بيبودي عام 1980.

## روابط خارجية
- ليونارد برنستاين على موقع IMDb (الإنجليزية)
- ليونارد برنستاين على موقع الموسوعة البريطانية (الإنجليزية)
- ليونارد برنستاين على موقع مونزينجر (الألمانية)
- ليونارد برنستاين على موقع ألو سيني (الفرنسية)
- ليونارد برنستاين على موقع ميوزك برينز (الإنجليزية)
- ليونارد برنستاين على موقع قاعدة بيانات برودواي على الإنترنت (الإنجليزية)
- ليونارد برنستاين على موقع إن إن دي بي (الإنجليزية)
- ليونارد برنستاين على موقع أول ميوزيك (الإنجليزية)
- ليونارد برنستاين على موقع ديسكوغز (الإنجليزية)
- ليونارد برنستاين على موقع قاعدة بيانات الفيلم (الإنجليزية)